# O.D.B.E.P.
Albums de Ol' Dirty Bastard
Return to the 36 Chambers: The Dirty Version
(1995) Nigga Please
(1999)
O.D.B.E.P. est un album de remixes et d'inédits d'Ol' Dirty Bastard, sorti le 30 juin 1998.

## Liste des titres
| No  | Titre                                                           | Contient un (des) sample(s) de                       | Durée |
| --- | --------------------------------------------------------------- | ---------------------------------------------------- | ----- |
| 1.  | Brooklyn Zoo (Clean Lord Digga Remix)                           |                                                      | 3:55  |
| 2.  | Brooklyn Zoo (LP instrumental)                                  |                                                      | 3:46  |
| 3.  | Brooklyn Zoo (Lord Digga Remix instrumental)                    | You're What's Been Missin' From My Life des Whispers | 4:00  |
| 4.  | Give It to Ya Raw (LP Version)                                  |                                                      | 4:03  |
| 5.  | Give It to Ya Raw (SD50 Remix)                                  |                                                      | 4:08  |
| 6.  | Shimmy Shimmy Ya (Extended Version)                             | (Sittin' On) the Dock of the Bay d'Otis Redding      | 3:48  |
| 7.  | Shimmy Shimmy Ya (Studio Ton Remix) (featuring E-40 et MC Eiht) |                                                      | 4:10  |
| 8.  | Shimmy Shimmy Ya (Extended Acappella)                           |                                                      | 3:27  |
| 9.  | Shimmy Shimmy Ya (Extended Instrumental)                        |                                                      | 3:38  |
| 10. | Shimmy Shimmy Ya (Studio Ton Remix Instrumental)                |                                                      | 4:10  |
| 11. | Don't You Know Part 2 (Clean Version)                           |                                                      | 3:36  |
| 12. | Baby C' Mon (LP Version Instrumental)                           |                                                      | 3:40  |
| 13. | Ol' Dirty's Back (LP Version) (featuring 12 O'Clock)            |                                                      | 4:10  |